# ボディ・トライアングル/妻の愛人は女だった
『ボディ・トライアングル/妻の愛人は女だった』（原題: 太太的情人）は、1992年に製作された香港映画。

## キャスト
- テリー：童玲（トン・リン）
- ジョアンヌ：植敬雯（ジッギン・マン）
- 林威（ラム・ワイ）
- 山口恵子